# Svetlana Buraga
Svetlana Buraga (née le 4 septembre 1965 à Minsk) est une ancienne athlète biélorusse spécialiste de l'heptathlon. 

## Carrière

### Palmarès
| Date | Compétition                    | Lieu      | Résultat | Performance  |
| ---- | ------------------------------ | --------- | -------- | ------------ |
| 1987 | Championnats du monde          | Rome      | 14e      | 5 982 points |
| 1988 | Jeux olympiques d'été          | Séoul     | 10e      | 6 232 points |
| 1993 | Championnats du monde          | Stuttgart | 3e       | 6 635 points |
| 1995 | Championnats du monde en salle | Barcelone | 4e       | 4 466 points |

### Records
| Épreuve    | Performance  | Lieu      | Date         |
| ---------- | ------------ | --------- | ------------ |
| Heptathlon | 6 635 points | Stuttgart | 17 août 1993 |
| Pentathlon | 4 466 points | Barcelone | 10 mars 1995 |